# Immenstedt (Nordfriesland)
Immenstedt (dänisch: Immingsted) ist eine Gemeinde im Kreis Nordfriesland in Schleswig-Holstein.

## Geografie

### Geografische Lage
Das Gemeindegebiet von Immenstedt erstreckt sich nordöstlich von Husum im Bereich der naturräumlichen Haupteinheit Bredstedt-Husumer Geest (Nr. 691) am südlichen Ufer der Arlau. Der Bach Imme bildet in der keilförmig nach Norden aufgespalteten Gemarkung den östlichen Randgraben zum spaltenden Ortsteil Hochviöl in der Gemeinde Viöl. Im nordöstlichen Bereich erstreckt sich das sogenannte Hochmoor.
Im Gemeindegebiet befindet sich das Forstgebiet Immenstedter Wald (Katasteramtlich Immenstedter Gehege/Festholz). Es ist ein ausgedehnter Buchenwald, der zum Teil Staatsforst ist. Es ist heute als FFH-Gebiet Immenstedter Wald geschützt.

### Gemeindegliederung
Das ländliche Gemeindegebiet von Immenstedt gliedert sich siedlungsgeografisch in die amtlich registrierten Wohnplätze des Dorfes gleichen Namens und die Hofsiedlung Feddersburg.
Daneben befinden sich die Fluren Immenstedt-Kiel und Bahnhof Immenstedt im westlichen Teil, Immenstedtfeld im Südosten, sowie Immenstedtholz nördlich davon im Gemeindegebiet.

### Nachbargemeinden
Unmittelbar angrenzende Gemeindegebiete von Immenstedt sind:
|         | Viöl                                        | Behrendorf |
| Olderup | Kompassrose, die auf Nachbargemeinden zeigt |            |
|         | Schwesing, Wester-Ohrstedt                  | Ahrenviöl  |

## Geschichte
Der Ort wurde im 13. Jahrhundert erstmals als Imming erwähnt.
Im Jahr 1590 hatten die Herzöge von Gottorf, in deren Besitz das Gut Immenstedt seit 1438 war, ein Jagdhaus erbaut. Es wurde 1712 aufgrund Baufälligkeit abgerissen.
Bis zum Deutsch-Dänischen Krieg 1864 gehörte der Ort zum Kirchspiel Schwesing (Svesing Sogn) innerhalb des zu Dänemark gehörenden Herzogtum Schleswig.
Nach der Annexion Schleswigs und Holsteins durch Preußen wurde aus dem Gebiet des Kirchspiels Schwesing eine Kirchspielslandgemeinde gebildet. Sie umfasste neben Immenstedt die fünf Dorfschaften Ahrenviöl, Hochviöl, Schwesing, Oster-Ohrstedt und Wester-Ohrstedt.
Am 1. April 1934 wurde die Kirchspielslandgemeinde Schwesing aufgelöst. Alle ihre Dorfschaften, Dorfgemeinden und Bauerschaften wurden zu selbständigen Gemeinden/Landgemeinden, so auch Immenstedt.

## Politik

### Gemeindevertretung
In der Wahlperiode ab 2023 sind wiederholt alle neun Sitze der Gemeindevertretung von Mitgliedern der Wählergemeinschaft AWI besetzt. Die Wahlbeteiligung lag bei 53,6 Prozent.

### Bürgermeister
Für die Wahlperiode ab 2023 wurde Eckhard Abel erneut zum Bürgermeister gewählt.

## Verkehr
Das Gemeindegebiet ist im motorisierten Individualverkehr über die durch das Gemeindegebiet führende Bundesstraße 200 von Husum nach Flensburg angebunden. Sie führt westlich angrenzend an der Dorflage vorbei.
Die Gemeinde ist heute mittels der Buslinie R14 im Nahverkehrsverbund Schleswig-Holstein zum Bahnhof Husum angebunden. Daneben ist die Gemeinde Immenstedt in das Rufbusgebiet Viöl einbezogen, die an der Haltestelle Viöl ZOB den zentralen Umstiegspunkt hat.